# Aplastodiscus
Aplastodiscus (česky rosnička) je rod žab z čeledi rosničkovitých (Hylidae). Vyskytují se především v jihovýchodních oblastech Brazílie v blízkosti pobřeží Atlantiku. Výjimkou je druh Aplastodiscus perviridis, jenž se sice vyskytuje převážně v Brazílii, ale jeho areál sahá až po Argentinu a možná zahrnuje i Paraguay. Rod původně tvořily pouze dva druhy, nicméně taxonomická revize čeledi Hylidae z roku 2005 jej rozšířila o 12 dalších druhů původně spadajících do rodu Hyla. Diverzitu v rodu Aplastodiscus dále navyšují popisy kryptických druhů, jako je A. heterophonicus popsaný v roce 2021.

## Přehled druhů
- Aplastodiscus albofrenatus (A. Lutz, 1924)
- Aplastodiscus albosignatus (A. Lutz and B. Lutz, 1938)
- Aplastodiscus arildae (Cruz and Peixoto, 1987)
- Aplastodiscus cavicola (Cruz and Peixoto, 1985)
- Aplastodiscus cochranae (Mertens, 1952)
- Aplastodiscus ehrhardti (Müller, 1924)
- Aplastodiscus eugenioi (Carvalho-e-Silva and Carvalho-e-Silva, 2005)
- Aplastodiscus flumineus (Cruz and Peixoto, 1985)
- Aplastodiscus heterophonicus (Pinheiro, Pezzuti, Berneck, Lyra, Lima & Leite, 2021)
- Aplastodiscus ibirapitanga (Cruz, Pimenta, and Silvano, 2003)
- Aplastodiscus leucopygius (Cruz and Peixoto, 1985)
- Aplastodiscus lutzorum (Berneck, Giaretta, Brandao, Cruz & Haddad, 2017)
- Aplastodiscus musicus (B. Lutz, 1949)
- Aplastodiscus perviridis (A. Lutz in B. Lutz, 1950)
- Aplastodiscus sibilatus (Cruz, Pimenta, and Silvano, 2003)
- Aplastodiscus weygoldti (Cruz and Peixoto, 1987)